# Zbór Kościoła Chrześcijan Baptystów w Kętrzynie
Zbór Kościoła Chrześcijan Baptystów w Kętrzynie – zbór Kościoła Chrześcijan Baptystów znajdujący się w Kętrzynie, przy ulicy Słowackiego 11.
Nabożeństwa odbywają się w każdą niedzielę o godzinie 9:30 i 11:00.

## Historia
W 1868 na terenie Kętrzyna działalność misyjną baptystów rozpoczął Fryderyk Wilhelm Kottke. Ich pierwsze nabożeństwo miało tutaj miejsce w 1875. Na terenie samego miasta mieszkało wówczas dwóch wyznawców. Oficjalny zbór tego wyznania został tu założony w Poniedziałek Wielkanocny 1898 i liczył początkowo 129 wiernych.
W 1914 od gminy wyznaniowej żydowskiej zbór odkupił budynek Starej Synagogi, która w 1917 stała się jego nowym miejscem spotkań. Kętrzyńska społeczność baptystyczna skupiała w dwudziestoleciu międzywojennym 259 członków. Zbór działał misyjnie w podległych mu placówkach, prowadzono pracę z dziećmi i młodzieżą, a także chór oraz orkiestrę.
Po II wojnie światowej w wyniku wysiedleń osób narodowości niemieckiej, zbór opuściła znaczna część jego członków. Pozostali wierni razem z przybyłymi tu współwyznawcami pochodzącymi z Rokitna weszli w struktury Polskiego Kościoła Chrześcijan Ewangelicznych Baptystów.
W związku z wyjazdami do Niemiec kolejnych zborowników w latach 1950–1980, liczba jego członków zmalalała do ok. 40 osób.
Z powodu złego stanu technicznego budynku mieszczącego kaplicę, postanowiono o budowie nowego domu zborowego, który został otwarty 26 czerwca 1988. Działka, na której powstał, została zakupiona jeszcze przed wybuchem II wojny światowej, jednak rozpoczęcie prac nie było możliwe zarówno podczas wojny, jak i po niej. Dzięki nowej bazie lokalowej, oprócz nabożeństw zaczęły się tu odbywać spotkania okręgowe, koncerty, obozy młodzieżowe i wakacyjne obozy dziecięce. Stara kaplica została zakupiona przez zbór Kościoła Chrześcijan Wiary Ewangelicznej w Kętrzynie.
Kolejnymi pastorami zboru od początku lat 80. XX wieku byli Piotr Zarecki, Andrzej Seweryn i Marcin Górnicki. Od 2009 stanowisko to pełni Szymon Kołdys.